# على قيد الحب (مسلسل)
على قيد الحب مسلسل تلفزيوني سوري اجتماعي، أنتج في عام 2022 وعرض خلال شهر رمضان 1443. من بطولة الممثلين السوريين دريد لحام وأسامة الروماني.

## قصة المسلسل
تدور أحداث مسلسل على قيد الحب حول فتاتين تربطهم صداقة قوية التي استمرت لمدة أربع سنوات، وتخلل هذه الصداقة الحب والمشاعر الصادقة بينهما، ولكن مع الأيام تتأثر هذه الصداقة بأمور تتعلق بالأبناء، وفي الوقت نفسه تثبت الأيام أن هذه الصداقة هي كفيلة للتخلص من هذه الضغوطات التي تعكر الصداقة النبيلة.

## أبطال المسلسل
| - دريد لحام : أمين - أسامة الروماني : حسان - علا سعيد : حلا - عبير شمس الدين : رجاء - نادين خوري : ماجده - صباح الجزائري نعمت - سمر سامي - جرجس جبارة : ناظم - يزن خليل : وليد - مديحة كنيفاتي : أروى - وفاء موصللي : جومانة | - مهيار خضور : كنان - الليث المفتي : مهند - ماجد عيسى - محمد قنوع - إياس أبو غزالة - فهد السكري - نور الوزير - سلوم حداد : عزام - عاصم حواط : أنس - علا قاسم : رائد - ترف التقي : كنده | - معن عبدالحق : نجيب - أدم دريد نونو : طفل - سما بلال : طفلة - محمد قنوع : نزيه - جلال شموط : سهيل - رنا كرم : لينا - روعة ياسين : مروى - خالد شباط : أسامه - نسرين فندي : ميساء - نوار سعد الدين : أدهم |

## طاقم العمل
| طاقم العمل          | دوره                           |
| ------------------- | ------------------------------ |
| فادي قوشقجي         | (مؤلف)                         |
| باسم السلكا         | (مخرج)                         |
| حمزة محمود          | (مهندس الديكور والاكسسوار)     |
| أحمد بهجت حيدر      | (تصميم المكياج)                |
| محمد الخاني         | (الكوافير)                     |
| إبراهيم الصباغ      | (مهندس الصوت والمكساج)         |
| عامر الخياط         | (غناء الشارة)                  |
| بحر لادويسا         | (كلمات الإشارة)                |
| مياس قاسم           | (علاقات عامة)                  |
| سامر عشي            | (تصميم الشارة)                 |
| رامي ناصيف          | (شاريو وكرين)                  |
| بلال عدنان قنوع     | (مدير التصوير)                 |
| جمال مطر            | (مدير الإضاءة)                 |
| باسل حسين           | التركيز وحدة المعالجة المركزية |
| رامي المنحد         | التركيز وحدة المعالجة المركزية |
| محمد حوزاني         | (تصوير)                        |
| أحمد حسابا          | مصور                           |
| مأمون رمضان         | (مدير الإنتاج)                 |
| بتول جديد           | (سكريت)                        |
| محمد عبد الكريم علي | (مساعد مخرج)                   |
| ايلاف مصري          | (المخرج المنفذ)                |
| فادي محمد الزيبق    | (مدير إنتاج مالي)              |
| سامر الطويل         | (مدير إدارة الإنتاج)           |
| سهير حريز           | (مونتاج أولي)                  |
| منذر الجندي         | (اشراف اداري)                  |
| طارق سيف الدين      | (المدير المالي)                |
| ديانا جبور          | (الاشراف العام)                |

## البث الدولي
- الجدول التالي يبين القنوات التي عرض فيها المسلسل.

| الدولة                   | القناة الباثة           | التاريخ      | مراجع                         |
| ------------------------ | ----------------------- | ------------ | ----------------------------- |
| سوريا                    | قناة سوريا دارما        | 2022         | [ 5 ] [ 6 ] [ 7 ] [ 8 ] [ 5 ] |
| سوريا                    | قناة لنا السورية        | 2022         | [ 6 ] [ 9 ] [ 7 ] [ 8 ] [ 5 ] |
| سوريا                    | القناة الفضائية السورية | 2022         | [ 8 ] [ 5 ]                   |
| الإمارات العربية المتحدة | قناة الظفرة             | 2022         | [ 6 ] [ 9 ] [ 7 ] [ 8 ] [ 5 ] |
| العراق                   | قناة دجلة الفضائية      | 2022         | [ 6 ] [ 9 ] [ 7 ] [ 8 ] [ 5 ] |
| العراق                   | قناة الشرقية            | 2022         | [ 7 ] [ 8 ] [ 5 ]             |
| العراق                   | قناة السومرية الفضائية  | 1 أبريل 2022 | [ 10 ] [ 6 ] [ 9 ] [ 7 ]      |
| فلسطين                   | قناة فلسطين الفضائية    | 2022         | [ 8 ] [ 5 ]                   |
| الأردن                   | قناة رؤيا الفضائية      | 2022         | [ 7 ] [ 8 ]                   |

## وصلات خارجية
- أبطال مسلسل "على قيد الحب" يتحدثون عن شخصيّاتهم من كواليس التصوير